# Dolina, Trst
Dolina (italijansko San Dorligo della Valle - Dolina, naselje pa le Dolina) je istrsko naselje in občina, nahaja se okoli 4 km jugovzhodno od Trsta.
Dolina leži v bližini italijansko-slovenske državne meje, pod Socerbom. V občini živi po popisu iz leta 2004 6.019 prebivalcev, od katerih je 70,5 % slovensko in 29,5 % italijansko govorečih. Nekoč veliko obširnejša občina se danes razprostira nekako na geološki meji med kraškim in flišnim svetom, saj severni del občine leži na kraški planoti ob reški cesti proti Kozini in delno pod kraškim robom v Bregu oz. Bržaniji. Naselje Dolina je s cesto povezano s Trstom in preko maloobmejnega prehoda do Kastelca ter dalje do ceste Kozina-Koper. Meji tudi na italijanski občini Milje in Trst.

## Zgodovina

### Od prazgodovine do antike
Čeprav arheološka izkopavanja in najdbe v številnih jamah soteske Glinščice dokazujejo poselitev današnjega občinskega območja že v prazgodovini, so se prva večja naselja na teritoriju začela razvijati šele v bronasti dobi, ko so bili ti kraji poseljeni z ilirskimi plemeni Histrov. Ti so si v današnji dolinski občini uredili več utrjenih naselbin - gradišč, med katerimi sta verjetno najbolj zanimiva gradišče Sela na Malem Krasu, ki je največje gradišče na tržaškem krasu in se delno širi v bližnjo občino Hrpelje - Kozina , ter gradišče na Sv. Mihaelu nad Boljuncem, katerega trojno obzidje je še danes dobro vidno iz ravninskega dela dolinskega Brega. Iz tega obdobja je še Velika Groblja pod Kokošjo, kjer gre za monumentalno gomilo, ki je bila le delno raziskana.
Prihov Rimljanov v 2. stoletju pr. n. št. je kmalu nakazal tudi strateško pomembnost dolinskega Brega, saj so v naplavinski ravnini reke Glinščice, na griču Koromačnik pri Boljuncu, še vidni sledovi večjega rimskega tabora iz časa histrskih vojn. Ta postojanka je bila zgrajena na mestu, od koder je po dolini Glinščice ugoden prehod vse do Podpeči v slovenski Istri, ki predstavlja naravni prehod s kraške planote proti notranjosti Istre. Nekateri zgodovinarji so celo mnenja, da gre za utrdbo, o kateri govori rimski zgodovinar Tit Livij v svoji kroniki o vojnah med Rimljani in Histri, v katerih pa so Histri premagali Rimljane in tako zaustavili prodor rimskih čet v srce Istre leta 178 pr. n. št. Zmaga Histrov pa je bila res kratkega veka, saj so že leto kasneje Rimljani dokončno predrli do Nezakcija in tam premagali Epulonovo vojsko. Nekaj desetletij kasneje je bila uradno ustanovljena rimska kolonija »Tergeste«, tj. današnji Trst. Na nastanek in razvoj tržaškega mesta so bile vezane tudi spremembe na območju Doline, z dograditvijo rimske ceste, ki je skozi Breg in čez Škofijski prag povezovala Trst (Tergeste) z mesti na obalah Istre. Prvo zgodovinsko poročilo o tej cestni povezavi sega v leti 78 in 79 našega štetja, ko je rimski cesar Tit Flavij Vespazijan dal zgraditi cesto od Trsta do Pulja. Dokončal jo je njegov sin in po njunem rodbinskem imenu je dobila ime Via Flavia. Zaradi vse večjih potreb po pitni vodi, so v Trst iz soteske Glinščice, točneje iz »Zvirka« speljali vodovod, katerega trasa še danes spremlja stezo, ki se vije ob potoku in njegovih tolmunih. V rodovitni dolini pod kraškim robom pa so se naselili bogati Rimljani, ki so si tu med vinogradi zgradili bogate ville rustike. O pestri naseljenosti Doline priča tudi večje žarno grobišče pri »Zaboljuncu«.

### Srednji vek
Propadu rimskega cesarstva je sledilo nevarno obdobje brezvladja in selitve narodov, v katerem so se tu križali različni interesi Langobardov, Bizantincev in Frankov. Romanizirani prebivalci so se vse bolj zapirali v utrjena obalna mesta, kakršna sta bila Trst in Koper, prebivalci podeželja pa po različnih zavetiščih, ki so jim nudila vsaj delno varnost, kot so bila tista v soteski Glinščice, na skalnati polici »Počivenci«, kjer so našli grob poznoantičnega bojevnika, ali v utrjeni jami »Železni prton« visoko pod kraškim robom. Na večinoma izpraznjenem območju so se sčasoma naselili najprej Kelti, za njimi pa prvi Slovani, kakor dokazujejo izkopavanja v bližji Predloki v Bržaniji.
Rižanski zbor nas prenese v čas, ko so v Istri dokončno zavladali Franki, tj. leta 788 n.št. Po tem datumu je za dolinsko ozemlje bilo zelo pomembno leto 948, ko je podelil cesar v fevd tržaškemu knezoškofu mesto Trst z vso širšo okolico. To je obdobje, ko se tudi prvič uradno definira teritorij, iz katerega se je v teku stoletij razvila današnja dolinska občina. Verjetno je v tem obdobju bila zgrajena na Bregu prva župnijska cerkev, znotraj tržaškega škofijskega ozemlja, izven mestnega okrožja, to je današnja cerkev sv. Urha v Dolini. Cerkev je postala lokalni verski center škofijskega okraja, na katerem je lahko škof udejanjal vse svoje pravice visokega fevdalnega gospoda. Okoli tega prvotnega verskega jedra se je v teku stoletij razvil zaselek Dolina, današnje občinsko središče. Po eni strani je bila Dolina verski center župnije, z župnijska cerkvijo sv. Urha, po drugi strani pa so nad Dolino in nad dolinskim Bregom fevdalno oblast izvajali tudi z Muhovega gradu, ki ga je dal škof zgraditi verjetno na temeljih starejše utrdbe. V srednjem veku je pomembno vlogo imela trgovska pot, ki je dolinski Breg povezovala z ostalo Primorsko, s Kranjsko in dalje vse do Dunaja. Za kontrolo poti in prometa na njej sta se stoletja borila in vojskovala tržaška in koprska komuna, zatem pa Beneška republika ter Habsburžani. Pot je ves srednji vek potekala po ozemlju današnje občine, od prelaza »Ključ« pri Katinari nad Trstom, po dolinskem Bregu proti Osapski dolini in naprej v Istro. Kasnejša varianta ceste pa je bila speljana ob Muhovem gradu, z namenom, da bi jo tedanji lastniki gradu lažje kontrolirali. Zgodovinska vloga gradu je jasna, saj se je škofijski okraj nazivno spremenil v »Muhov okraj«, s sedežem v istoimenskem gradu, s katerega je nato upravo izvajala najprej tržaška komuna, nekajkrat pa začasno Beneška republika.

### Novi vek
Leta 1511, po skoraj petdesetletni nadvladi Benečanov (Koprčanov) nad Muhovim gradom, tega zavzamejo tržačani in ga porušijo. Muhov okraj cesar zaupa tržaškemu poveljniku Nikolaju Ravbarju. V sedemnajstem stoletju se ozemlje Muhovega okraja pod oblastjo družine »Petačev« preoblikuje v Socerbsko gospostvo s sedežem v istoimenskim gradom nad Bregom. Gospodje v teku tega stoletja zgradijo kar dva dvorca v dolini pod kraškim robom. Dvorec pri Lakotišču postavijo v nižinskem delu Brega in prav zaradi nesrečne izbire lokacije kmalu zapustijo, saj je bil ta predel zelo vlažen in neprimeren za bivanje. Kmalu zatem postavijo novi dvorec prav pod ruševinami nekdanjega mogočnega Muhovega grada pri Zabrežcu, za katerega je v zgodovinskih virih ohranjeno ime Fimfinberg, kasneje pa je znan pod imenom Fünfenberg. Zanj se je med domačini ohranilo ime »dvorec Robida«, zaradi bližine opustošenega srednjeveškega gradu. Oba dvorca žal nista preživela zadnjega, iz raznih zornih kotov burnega stoletja.
Sedemnajsto stoletje se je začelo med drugim tudi s hudo Uskoško vojno, ki se je nekako začela prav v Dolini, z napadom na Socerbski grad, opustošenjem Prebenega, Brc in Doline, uničenjem prastare župnijske cerkve sv. Urha ter bitko pri Žaveljskih solinah.
Leta 1813 so Avstrijci spet prevzeli oblast nad današnjo Tržaško pokrajino in Istro. 
Socerbsko gospostvo se je več stoletij razvijalo samostojno, vezano bolj na Kranjsko, h kateri je politično spadalo. Upravno je bila Dolina v okviru gospostva del Kranjske vse do leta 1814 ko so jo priključili Trstu. S tlačansko odvezo leta 1848 se je zaključil obstoj Socerbskega gospostva, katerega ozemlje je bilo razpolovljeno, ter sta nastali občina Materija in občina Dolina, s sedežem v istoimenski vasi v Bregu. 
Razvoj tržaškega pristanišča v osemnajstem in še bolj v devetnajstem stoletju premaknil ravnovesje v Dolini iz zaledja čedalje bolj na nastajajoče veliko mesto. Lokalna ekonomija, ki je bila prej osnovana le na proizvodnji za lastne potrebe, se je osredotočila bolj na mestno tržišče, tako je ovčjerejo zamenjala govedoreja, ženske pa so začele služiti v Trstu. 
Današnja občina Dolina je tako v zelo zanimivi zgodovinski kontinuiteti nekoč obsegala območje srednjeveškega škofijskega okraja, za njim pa muhovega okraja, iz katerega se je razvilo Socerbsko gospostvo.

### Kulturni preporod
Leta 1878 je bil tu znameniti Dolinski tabor, ki je razgibal slovensko narodnostno gibanje na Tržaškem. Istega leta je bilo ustanovljeno Bralno in pevsko društvo imenovano po Valentinu Vodniku.

### Prva svetovna vojna
Za časa prve svetovne vojne je država uredila po dolinskem bregu več obrambnih sistemov, ki so še danes dobro vidni, zlasti v območju deželnega rezervata Doline Glinščice. Z razpadom Avstro-Ogrske ob koncu prve svetovne vojne leta 1918 in po podpisu mirovne pogodbe v Rapallu novembra 1920, je Dolina in Trst skupaj z Istro ter Kvarnerskimi otoki prešla pod Italijo.
Občinsko ozemlje je ob spremembi oblasti ostalo nespremenjeno, edino leta 1923 so občino priključili novonastali Tržaški pokrajini, da bi tako lažje nadaljevali načrtno raznarodovanje, ki so se mu prebivalci dolinske občine na različne načine goreče upirali.

### Druga svetovna vojna
Med drugo svetovno vojno je ozemlje hudo trpelo zaradi požigov, bombardiranj in vseh žal znanih vojnih grozot.

### Povojno obdobje
Po drugi svetovni vojni je bila Dolina od leta 1946 do 5. oktobra 1954 del cone A Svobodnega tržaškega ozemlja.
Po vojni so nove, tuje začrtane meje okrnile občino velikega dela nekdanjega teritorija, na italijanski strani je ostalo staro jedro občine z dolinskim Bregom in delom kraške planote, na slovenski pa vsa Socerbska planota in dolinski del Brkinov.
Angloameričani so upravljali severni del Svobodnega tržaškega ozemlja (cono A), ki je obsegala Trst z okolico in železniško progo Trst-Gorica. Cona B, ki je obsegala severni del Istre do reke Mirne, je bila pod jugoslovansko vojaško upravo. Z londonskim memorandumom iz leta 1954 je STO prenehalo obstajati, cona A s Trstom vred pa je bila priključena Italiji. Dokončno je bila meja med Italijo in Jugoslavijo potrjena z osimskim sporazumom, ki sta ga podpisali Socialistična federativna republika Jugoslavija in Republika Italija 10. novembra 1975 v italijanskem mestu Osimo.
Z industrializacijo in povojnem širjenjem Trsta se je pričelo v dolinsko občino priseljevati vse več italijanskega prebivalstva, večji del kmetijskih zemljišč so razlastili za izgradnjo industrijskih obratov, tako da je občina začela počasi zgubljati dotedanjo pretežno homogeno slovensko narodnostno sestavo, tako da danes predstavlja italijanska manjšina že skoraj 30 % prebivalstva.

## Ljudski običaji in praznovanja

### Majenca
Med slovenskimi ljudskimi običaji je v Dolini vsako prvo nedeljo v maju majenca z dviganjem mlaja. Na ta dan je v Dolini kulturni praznik, ki slavi pomlad, mladost in ljubezen.
Osrednji dogodek praznika je postavitev mlaja na vaškem trgu Gorica, ki ga spremljajo tradicionalni plesi parov (parterjev in parterc). Praznik pripravljajo mladi iz vasi, ki v začetku leta oblikujejo organizacijski odbor in izvolijo župana in županjo praznika.
Dogodek organizirajo lokalne organizacije, med njimi Slovensko kulturno društvo Valentin Vodnik in župnija sv. Urha. Poleg folklornega dela Majenca vključuje tudi predstavitve lokalnih pridelkov, umetniške razstave in druge kulturne dejavnosti, s čimer krepi identiteto slovenske skupnosti v Italiji.

## Prebivalstvo
V občini Dolina je 24 naselij:
| - Boljunec - Boršt - Botač - Dolina - Domjo - Draga - Frankovec - Gornji Konec | - Gročana - Hrvati - Jezero - Križpot - Krmenka - Kroglje - Lakotišče - Log - Mačkolje | - Mont - Pesek - Prebeneg - Pulje - Ricmanje - Zabrežec - Žavlje |

## Uprava
| Župan          | Župan            | Obdobje        | Obdobje                                    | Obdobje         | Stranka                                                         |
| -------------- | ---------------- | -------------- | ------------------------------------------ | --------------- | --------------------------------------------------------------- |
|                | Edvin Švab       | 18. junij 1985 | 29. junij 1990                             | 5 let, 11 dni   | Italijanska komunistična partija                                |
|                | Marino Pečenik   | 5. julij 1990  | 24. april 1995                             | 4 leta, 293 dni | Italijanska socialistična stranka                               |
|                | Boris Pangerc    | 25. april 1995 | 14. junij 1999                             | 9 let, 64 dni   | leva sredina                                                    |
| 14. junij 1999 | Boris Pangerc    | 28. junij 2004 | leva sredina                               | 9 let, 64 dni   |                                                                 |
|                | Fulvia Premolin  | 14. junij 2004 | 8. junij 2009                              | 9 let, 346 dni  | leva sredina                                                    |
| 8. junij 2009  | Fulvia Premolin  | 26. maj 2014   | leva sredina                               | 9 let, 346 dni  |                                                                 |
|                | Sandy Klun       | 26. maj 2014   | 27. maj 2019                               | 10 let, 14 dni  | Komunistična prenova in državljanske liste                      |
| 27. maj 2019   | Sandy Klun       | 9. junij 2024  | Komunistična prenova in državljanske liste | 10 let, 14 dni  |                                                                 |
|                | Aleksander Kuret | 10. junij 2024 | mandat traja                               | 0 let, 336 dni  | Demokratska stranka, Komunistična prenova in državljanske liste |